# Mendeliaanse randomisatie
Mendeliaanse randomisatie is een methode in de epidemiologie en biostatistiek om de invloed van risicofactoren op een ziekte vast te stellen, door metingen te doen naar de variatie van genen met een bekende functie. Deze methode werd voor het eerst voorgesteld in 1986, en vervolgens beschreven door Gray en Wheatley. Doel was om een schatting te maken van de effecten van een vermeende causale variabele zonder een traditionele gerandomiseerd onderzoek uit te voeren. Mendeliaanse randomisatie is een goede controle op mogelijke causaliteitsfouten, die niet zelden voorkomen in epidemiologische onderzoeken.

## Motivatie
Een belangrijk onderzoeksthema in de epidemiologie is het identificeren van risicofactoren: een variabele oorzaak op een ziekte in het belang van de volksgezondheid. Om een prospectieve oplossing in te zetten, moet bewezen worden dat een risicofactor de ziekte daadwerkelijk veroorzaakt.
Een bekend voorbeeld van een oorzakelijk verband tussen een risicofactor en een ziekte is roken en longkanker, of een hoge bloeddruk en beroertes. Hoewel deze causale verbanden vanzelfsprekend lijken, zijn er veel gevallen bekend waarin geïdentificeerde blootstellingen later door gerandomiseerde onderzoeken als niet-causaal werden aangetoond. Er werd bijvoorbeeld ooit verondersteld dat hormoonbehandeling hart- en vaatziekten zou voorkomen, maar het is nu bekend dat dit juist het tegendeel waar is.

## Principe
Met mendeliaanse randomisatie kan men een causaal effect van observationele gegevens controleren, of in bepaalde gevallen inschatten, aan de hand van risicofactoren. De methode maakt gebruik van veelvoorkomende genetische polymorfismen waarvan de blootstellingspatronen (bijvoorbeeld de neiging om alcohol te drinken) goed bekend zijn. Belangrijk is dat het genotype alleen indirect invloed heeft op de ziektestatus.
Omdat genotypen willekeurig van ouders op nakomelingen overgaan – aannemende dat partnerkeuze geen verband houdt met genotype (panmixia) – is de verspreiding van het genotype over een populatie niet gerelateerd aan de storende factoren die vaak in epidemiologische onderzoeken opduiken. In dit opzicht is mendeliaanse randomisatie een "natuurlijk" gerandomiseerde, gecontroleerde studie. Mendeliaanse randomisatie is hierdoor wel afhankelijk van eerder onderzoek naar genetische associatie.